# عطاف يوسف
عطاف يوسف (1957-2019) كاتبة وصحافية فلسطينية ولدت في مدينة رام الله، ودرست المرحلة الإبتدائية في مدرسة بنات الجانية ثم انتقلت لتكمل المرحلة الثانوية في مدرسة بنات رام الله الثانوية، وحصلت على درجة الدبلوم من دار المعلمات في رام الله ثم عادت لتعمل في مدرسة قريتها ودرست فيها سنتان، واعتُقلت في عام 1979 على يد قوات الإحتلال الإسرائيلي ليحكم عليها عشرين عاماً لكنها خرجت في صفقة تبادل أسرى بعد أن قضت أربع سنوات ونصف عام 1983.
توفيت في رام الله بتاريخ7 ديسمبر2019.

## سيرتها
عطاف أحمد يوسف انضمت إلى صفوف الثورة الفلسطينية في السبعينيات وهي في المرحلة الثانوية وبدأت مسيرتها النضالية مع حركة فتح واتبعت نهج الكفاح المسلح ولكنها لم تستمر طويلاً بعد إنفصالها عن المسؤول عنها في التنظيم ومن ثم اتبعت فكر الحزب الشيوعي وانضمت إلى الجبهة الديموقراطية وحاولت بأقصى جهودها وتفكيرها مقاومة الإحتلال بكافة الوسائل، شاركت في العديد من العمليات وكانت تنقل القنابل والمتفجرات وهي في العشرينيات من عمرها واعتقلها الإحتلال بعد محاولة تنفيذ عملية ووضع قنبلة مؤقتة في مجمع باصات في القدس المحتلة، وتعرضت لأقسى أنواع التعذيب خلال التحقيق حيث لم تعترف بالحقيقة وقامت بتضليل المحققين كافة وعلى إثر ذلك قام الإحتلال الإسرائيلي بهدم منزل عائلتها وفضلت تتنقل من سجن إلى آخر حتى حُكم عليها في الرابع عشر من شهر أيار من عام 1978 بالسجن عشرين عاما. وبعدما أُفرج عنها في عام 1983 نُفيت إلى خارج الوطن وذهبت إلى مصر ثم الجزائر ثم عادت لتستقر في الأردن وبعد أربع وعشرين سنة من السجن والنفي عادت إلى أرض الوطن. وتزوجت من الأسير والمناضل خضر القطامي الذي توفي بعد منازعة مع مرض السرطان استمرت لتسع سنوات وأنجبت منه ولدين حسن وليث.
عملت عطاف في الصحافة واستلمت رئاسة تحرير صحيفة صوت النساء وكتبت عن شؤون المرأة الفلسطينية وشجونها، وعملت في طاقم شؤون المرأة، وأصدرت ثلاث مجموعات قصصية ، وتُرجمت قصص لها إلى عدة لغات.